# Kapelle Devese

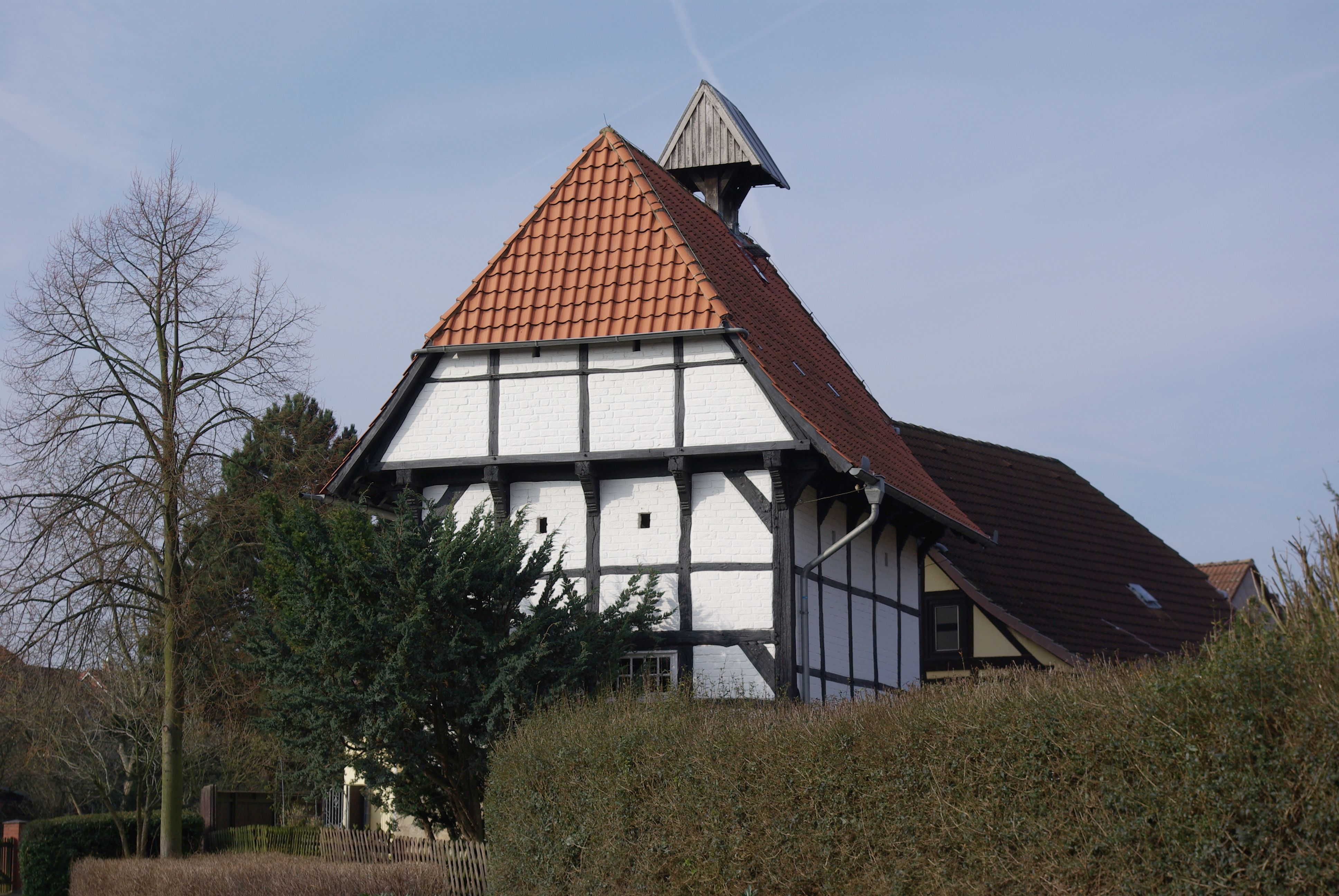
Die Kapelle Devese

Die Kapelle Devese ist ein denkmalgeschütztes Sakralgebäude in Devese, einem Stadtteil von Hemmingen in der Region Hannover in Niedersachsen. Die Kapelle der Kapellengemeinde Devese im Kirchenkreis Laatzen-Springe der Evangelisch-lutherischen Landeskirche Hannovers gilt als ein geschichtlich wertvolles bauliches Kleinod.

## Geschichte

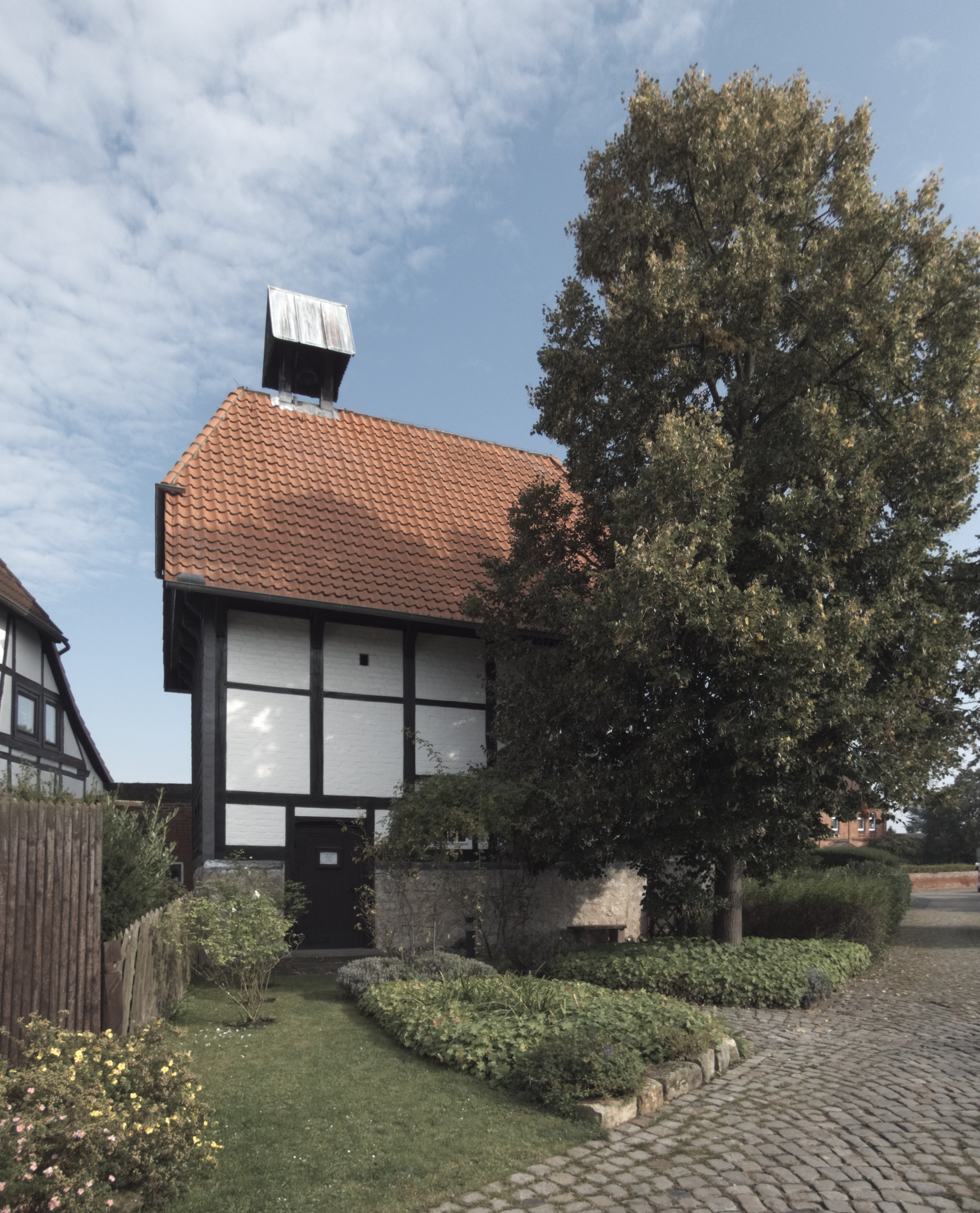
Südwestansicht mit Eingangstür

In Devese wurde wahrscheinlich schon im späten Mittelalter eine Kapelle errichtet. Das massive Steingebäude dürfte den Dorfbewohnern als Wehrkapelle gedient haben.
Kapellen ähnlicher Bauweise und Größe sind mit den Kapellen der Nachbarorte Hemmingen, Arnum und Harkenbleck erhalten.
Als während der Hildesheimer Stiftsfehde der Jahre 1519 bis 1523 der Ort Devese komplett niedergebrannt wurde, wurde wahrscheinlich auch dessen aus Bruchstein errichtete Kapelle zerstört.
Nur die Stützmauern auf der Nordseite dieses Gebäudes sind erhalten geblieben.
Die Unterlagen zur Gründung dieser Kapelle gingen später bei einem Kirchenbrand in Ronnenberg verloren.
Die älteste erhaltene Erwähnung einer Kapelle in Devese ist ein Kirchenvisitationsprotokoll von 1543 anlässlich der Einführung der Reformation im Fürstentum Calenberg.
Die Kapelle Devese gehörte zur Ronnenberger Michaeliskirche.
Die Kapelle war vermutlich im Dreißigjährigen Krieg erneut zerstört worden. Erst gegen Ende des 17. Jahrhunderts wurde die Ruine mit einfachen Mitteln, mit Eichenfachwerk auf einem Bruchsteinsockel, wieder zu einer Kapelle ausgebaut.
Die ersten sechs Vollmeierhöfe des Dorfes lagen kreisförmig um die Kapelle.
Seit dem Ende des 17. Jahrhunderts gab es eine Schule in Devese. Die kirchlichen Alltagsaufgaben hatte der Lehrer des Ortes zu erledigen. Dazu gehörte die Aufsicht über den 1819 eingerichteten Deveser Friedhof und bis 1911 auch das Durchführen von Begräbnissen. Zu kirchlichen Amtshandlungen kam ein Pfarrer aus Ronnenberg.
Bereits im Jahr 1865 gab es umfangreiche Schäden an der Kapelle, die einen baldigen Umbau erforderlich scheinen ließen. Für den „über kurz oder lang nothwendig werdenden Umbau der Capelle“ bereitgestellte 200 Taler wurden bis zu ihrem Verlust in der Inflation nicht eingesetzt. Im Jahr 1909 beschloss der Kirchenvorstand stattdessen den Neubau einer Kapelle. Auch dies wurde nicht umgesetzt, da man sich mit den zuständigen Baufachleuten in Hannover nicht einigen konnte, ob nicht doch eine Reparatur genügen würde.
Im Jahr 1929 erfolgte eine gründliche, 797,90 Reichsmark kostende, Reparatur der Kapelle. Eine erneute folgte im Jahr 1953.
Da sich bis 1976 der Zustand des Gebäudes so sehr verschlechtert hatte, dass Einsturzgefahr bestand und eine baupolizeiliche Schließung des Gebäudes drohte, erfolgte den Jahren 1977 und 1978 die umfangreiche Renovierung der Kapelle.
Im Jahr 2009 war eine Reparatur der Glocke und der Fassade der Kapelle erforderlich.
Zum 1. Januar 1979 wurde die Kapelle Devese von der Ronnenberger Michaeliskirche zur Hemminger Trinitatis-Kirchengemeinde umgegliedert. In Devese gab es einen eigenen, dreiköpfigen Kapellenvorstand.
Zu dessen Wahl im März 2018 fanden sich unter den rund 400 Mitgliedern der Kapellengemeinde nicht genügend Kandidaten. Daher sollte Devese danach komplett in die Trinitatis-Kirchengemeinde eingegliedert werden.
Die Kapelle Devese hat bis zu 40 Sitzplätze. Sie wird an Feiertagen, zu Taufen und Hochzeiten und einmal im Monat zu einem Sonntagsgottesdienst genutzt.
In Devese gibt es kein Gemeindehaus. Daher finden Aktivitäten wie der Konfirmandenunterricht oder Seniorenveranstaltungen bereits seit den 1980er Jahren im Trinitatis-Gemeindezentrum in Hemmingen-Westerfeld statt.
Auf dem Friedhof in der Ortsmitte gibt es eine Friedhofskapelle.
Die Stadt Hemmingen ließ im Jahr 1996 neben dem Friedhof einen Kindergarten errichten. Die Trägerschaft hat die Trinitatis-Kirchengemeinde übernommen. Seit August 2015 gehört er zum Kindertagesstättenverband Calenberger-Land.

## Beschreibung

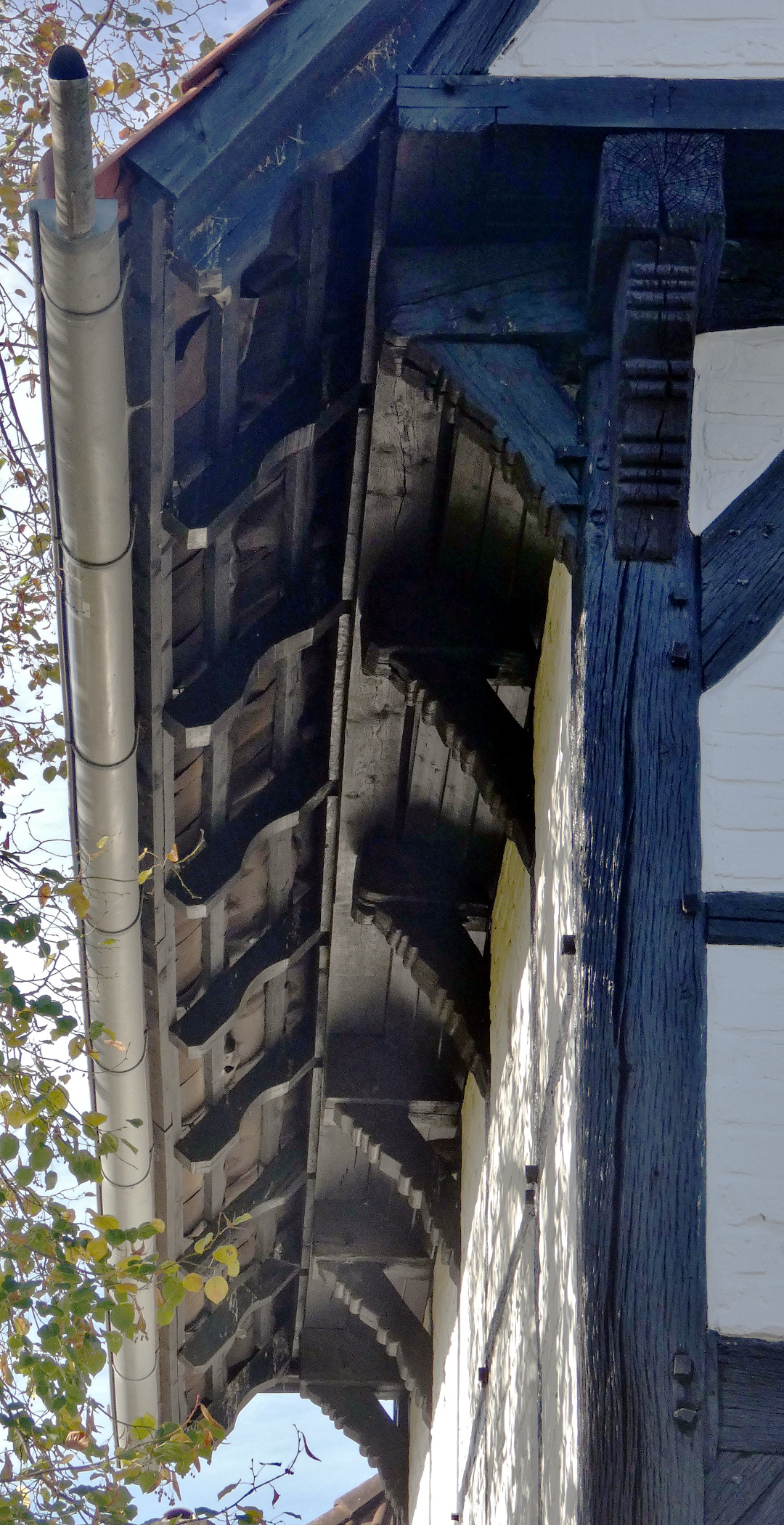
Die Dachunterseite mit gegliederten Konsolen

Die Kapelle wurde vermutlich im 17. Jahrhundert errichtet. Dazu wurde die Ruine der alten Kapelle mit einfachen Mitteln wieder aufgebaut.

### Originalzustand
Die Kapelle steht auf einem hohen Bruchsteinsockel, der im Gebäudeinneren übersteht. Die schlichten Wände bestanden aus ausgemauertem Fachwerk. Der Raum hat eine Länge von 7,2 m und eine Breite von 4,7 m. Die an Süd-, Nord- und Ostseite übersetzenden Deckenbalken haben profilierte Konsolen.
Diese die Balkenköpfe der Dachkonstruktion stützenden gegliederten Konsolen ließen Wilhelm Mithoff auf eine Bauzeit Ende des 17. Jahrhunderts schließen.
Der Westgiebel an der Wetterseite war mit Brettern verschalt. Das pfannengedeckte Satteldach hatte an der Ostseite einen Halbwalm. An der Westseite trug es einen Dachreiter mit der Kapellenglocke.
Unmittelbar westlich der Kapelle Devese verläuft die Grundstücksgrenze zu einem Nachbarhaus. Der Zugang zur Kapelle erfolgt vom Westerfelder Weg an der Südseite durch eine Tür am Westende des Gebäudes.

### Umbau 1978
Bei der Renovierung in den 1970er Jahren wurde das marode Eichenholzfachwerk bis auf den Bruchsteinsockel abgetragen und erneuert. Das Gebäude zeigt sich als schlichte schmucklose Landkapelle mit bäuerlichem Charakter. Dunkles Fachwerk kontrastiert mit weißen Ausfachungen unter einem roten Ziegeldach.
Als Glockenturm dient wiederum ein kleiner hölzerner Dachreiter. Dieser ist nicht mehr wie früher am Westende des Firstes, sondern weiter zur Mitte und auf zwei Ständern angeordnet.
Bei einer erneuten Renovierung im Jahr 2010 sollte die von Wettereinflüssen geschädigte Wetterseite der Fassade mit Naturschiefer verkleidet werden.

## Ausstattung

### Glocke

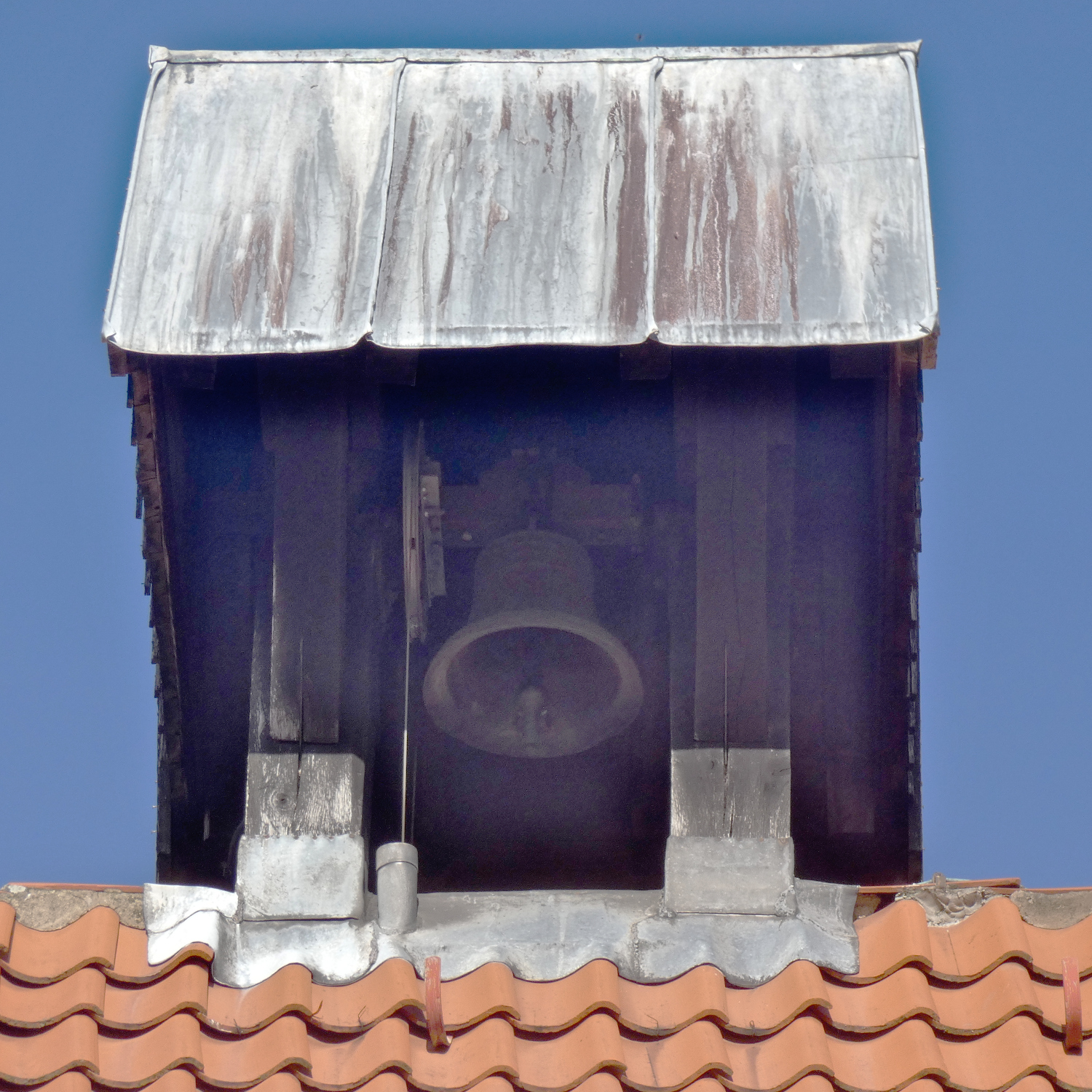
Die Glocke im Dachreiter der Kapelle

Die noch immer genutzte Glocke der Kapelle Devese wurde im Jahr 1643 durch Ludolf Siegfriedt gegossen. Sie trägt die Inschrift

„die gemeine Defess hat die Glocken zur Ehre Gottes gisen lassen 1643. Ludolf Siefriet me ficit“

Im Jahr 2009 wurde die etwa 60 Kilogramm schwere Bronzeglocke für mehrere Monate abgehängt und im Glockenschweißwerk Lachenmeyer in Nördlingen saniert. Dünne Stellen wurden aufgeschweißt, der alte Stahlklöppel wurde durch einen weicheren ersetzt und das stählerne Glockenjoch durch ein aus Holz gebautes ersetzt.
Die Glocke mit Schlagton as’’ läutet täglich um 7, 12 und 18 Uhr.

### Orgel
Statt eines abgängigen Harmoniums gibt es in der Kapelle seit 1979 ein im Jahr 1970 von dem Orgelbauer Matthias Wunderlich gefertigtes Positiv.

### Altar
Seit der Renovierung der Kapelle ist eine schwere Sandsteinplatte als Altar hergerichtet. Diese hatte zuvor als Türschwelle gedient.

## Präsentation
An der Südwand der Kapelle ist neben dem Eingang eine durch die Calenberg-Grubenhagensche Landschaft geförderte Informationstafel des Heimatbunds Niedersachsen angebracht.
Führungen werden angeboten im Rahmen des Calenberger Landsommers. Die Kapelle war wiederholt Station der Hemminger Kulturroute am Tag des offenen Denkmals.